# Vittorio Girotto
« La ricerca scientifica è l'unico strumento che abbiamo per capire come va il cielo ma anche l'unico che ci permettere di capire come, nel corso della storia, gli esseri umani hanno pensato di poter andare in cielo. »
Vittorio Girotto (Annone Veneto, 26 gennaio 1957 – Trieste, 23 aprile 2016) è stato uno psicologo e neuroscienziato italiano, dal 2002 docente di psicologia presso l'Università Iuav di Venezia.

## Biografia
Girotto si laurea nel 1980 in Psicologia sperimentale presso l'Università degli Studi di Padova e consegue il suo dottorato di ricerca in Psicologia nel 1987, presso l'Università di Bologna.
Girotto comincia la sua esperienza di ricercatore nel 1986 ad Aix-en-Provence presso il CNRS, dal 1988 presso il CNR di Roma e successivamente presso l'Università di Trieste fino al 1998, dove diventa e rimane professore associato di Psicologia Sociale fino al 2002. Nel frattempo prosegue la sua attività di ricercatore con il Laboratorio di scienze cognitive del CNRS francese. I suoi esperimenti mirano ad indagare la nozione di probabilità in persone non esperte come bambini o adulti analfabeti. Oltre al giudizio probabilistico, i suoi interessi di ricerca includono il ragionamento deduttivo e il pensiero controfattuale.
Il 15 agosto del 1999 è stato proclamato cittadino onorario di Annone Veneto.
Dal 2002 diventa professore ordinario di Psicologia presso l'Università Iuav di Venezia.

## Contributo scientifico
In un articolo de' Il Sole 24 Ore del 1 maggio 2016, Paolo Legrenzi e Roberto Casati affermano che:
«Vittorio Girotto,... tra i massimi esperti di ragionamento intuitivo, insieme a brillanti collaboratori ha concepito e realizzato alcuni degli esperimenti più creativi della psicologia contemporanea..»
Sempre secondo Legrenzi e Casati, i contributi principali di Girotto hanno riguardato le capacità del bambino di concepire le conseguenze di uno scenario probabilistico, la revisione delle credenze alla luce di fatti nuovi e la genesi delle credenze religiose.

## Pubblicazioni

### Volumi
- Girotto, V. (1994). Il ragionamento. Bologna: Il Mulino.
- Legrenzi, P. & Girotto, V. (1996). Psicologia e politica. Milano: R. Cortina.
- Girotto, V. & Legrenzi, P. (1999). Psicologia del pensiero. Bologna: Il Mulino.
- Zorzi, M. & Girotto, V. (2004). Fondamenti di psicologia generale. Bologna: Il Mulino.
- Girotto, V. & Johnson-Laird (2005). The shape of reason. Hove: Psychology Press.
- Girotto, V., Pievani, T., & Vallortigara, G. (2008). Nati per credere. Torino
- Girotto, V. (2013). Introduzione alla psicologia del pensiero. Bologna: Il Mulino.

### Capitoli
- Di Stefano G., Girotto V. & Gorrini C. (1982). Fattori semantici e regole sociali in compiti di inclusione tra classi. In L. Camaioni (a cura di), La teoria di Jean Piaget: Recenti sviluppi e applicazioni. Firenze: Giunti-Barbera.
- Di Stefano G., Girotto V. & Gorrini C. (1983). Semantic and cognitive factors in class-inclusion and co-extension performance. In D. Rogers e J. Sloboda (a cura di), The Acquisition of Symbolic Skills. New York: Plenum Press.
- De Paolis P. & Girotto V. (1988). Asymétries sociales et relations spatiales: Experiences de marquage sociale. In A.N. Perret-Clermont e M. Nicolet (a cura di), Interagir et connaitre. Enjeux et régulations sociales dans le développement cognitif, Fribourg: Delval.
- Girotto, V. (1989). Logique mentale et obstacles dans le raisonnement naturel. In N. Bednarz e C. Garnier (a cura di). Construction des savoirs. Obstacles et conflits. Ottawa: Editions d'Arc.
- Girotto, V. (1990). Biases in children's conditional reasoning. In J.P. Caverni, J.M. Fabre & M. Gonzales (a cura di), Cognitive biases: Amsterdam: North-Holland.
- Girotto, V. & Politzer, G. (1990). Conversational and world-knowledge constraints in deductive reasoning. In J.P. Caverni, J.M. Fabre e M. Gonzales (a cura di), Cognitive Biases: Amsterdam: North-Holland.
- Girotto, V. & Legrenzi, P. (1991). Micro e macro: Le norme nella psicologia cognitiva. In R. Conte (a cura di) La Norma. Mente e Regolazione Sociale . Roma: Editori Riuniti.
- Girotto, V. & Light, P.H. (1992). The pragmatic bases of children's reasoning. In P.H. Light e G. Butterworth (a cura di) Context and Cognition, Hemel Hempstead:Harvester.
- Girotto, V. (1993). Modèles mentaux et raisonnement. In M.-F. Ehrlich, H.Tardieu e M.Cavazza (a cura di), Les modèles mentaux. Approche cognitive des représentations. Parigi: Masson.
- Newstead, S., Girotto, V. e Legrenzi, P. (1995). The THOG problem and its implications for human reasoninig. In S. Newstead e J. St. B.T. Evans (a cura di), Perspectives on thinking and reasoning. Hillsdale, N.J. , Erlbaum.
- Morris, M., Sim, D. e Girotto, V. (1995). Time of decision, ethical obligation, and causal illusion: Temporal cues and social heuristic in the prisoner's dilemma, in R. M. Kramer e D.M. Messick (a cura di), Negotiation as a Social Process, Newbury Park, CA., Sage.
- Girotto, V. (1996a). La teoria del prospetto e le sue applicazioni all'ambito politico. In Legrenzi, P. e Girotto, V. (a cura di) Psicologia e politica, Milano, Cortina.
- Girotto, V. (1996b). Fondamenti cognitivi dei paradossi della razionalità: la cooperazione e l'illusione del votante. In Legrenzi, P. e Girotto, V. (a cura di) Psicologia e politica, Milano, Cortina.
- Girotto, V. & Legrenzi (1996). Introduzione: processi psicologici e fenomeni politici. In Legrenzi, P. e Girotto, V. (a cura di) Psicologia e politica, Milano, Cortina.
- Legrenzi, P. & Girotto, V. (1996). Mental models in reasoning and decision-making. In A. Garnham & J. Oakhill (a cura di). Mental models in cognitive science. Hove, Psychology Press.
- Girotto, V. e Legrenzi, P. (1998). Logica, probabilità e ragionamento ingenuo. In F. Castellani e L. Montecucco (a cura di). Normatività logica e ragionamento di senso comune, Bologna, Il Mulino.
- Girotto, V. (1999). Il ragionamento deduttivo. In V. Girotto e P. Legrenzi (a cura di) Psicologia del pensiero . Bologna: Il Mulino.
- Girotto, V. & Gonzalez, M. (2000). Strategies, models and statistical reasoning. In W. Schaeken, G. De Vooght, A. Vandierendonck, & G. d'Ydewalle. (Eds.). Strategies in deductive reasoning, Mahwah, N.J., Erlbaum.
- Girotto, V., Johnson-Laird, P.N., Legrenzi, P. & Sonino, M. (2000).  Reasoning to consistency: how people resolve logical inconsistencies. In J. García-Madruga, N. Carriedo & M.J. González-Labra (Eds.), Mental Models in Reasoning. Madrid: UNED, pp. 83–97.
- Girotto, V. & Legrenzi, P. (2000). Logica e psicologia: commenti al capitolo di Lolli. In P. Cherubini, P.D Giaretta & A. Mazzocco (Eds). Ragionamento: psicologia elogica. Firenze: Giunti.
- Girotto, V. & Gonzalez, M. (2002). Limites cognitives de l'évaluation et de la révision d'hypothèses. In P. Livet (Ed.) La révision. Paris, Hermes.
- Zanetti, M. e Girotto, V. (2003) Perché gli indecisi scelgono di votare? Il pensiero quasi-magico nell'illusione del votante. In U. Savardi & A. Mazzocco (Eds) Percezione e pensiero/ Saggi in onore di Paolo Bozzi, Cleup, Padova.
- Legrenzi, P., Girotto, V., Johnson-Laird, P.N., & Sonino, M. (2003). Possibilities and probabilities. In D. Hardman & L. Macchi (Eds.) Reasoning and decision-making, London, Wiley
- Sperber, D. & Girotto, V. (2003) Does the selection task detects cheater-detector? In J. Fitness, J. & K. Sterelny, (Eds.), From mate to mentality. Evaluating evolutionary psychology, Macquarie Monographs in Cognitive Science (pp. 197–225). Hove, Psychology Press.
- Girotto, V. (2003). Il ragionamento probabilistico ingenuo. In E. Gallo, L. Giacardi, & O.Robutti (a cura di) Mathesis. Conferenze e Seminari 2002-03, Associazione Mathesis, Torino.
- Girotto, V. (2004). Task understanding. In J. Leighton & R. Sternberg (Eds.). The nature of reasoning. Cambridge, Cambridge University Press.
- Girotto, V.  (2004). Il ragionamento. In Zorzi, M. & Girotto, V. (Eds.). Fondamenti di psicologia generale. Bologna: Il Mulino.
- Girotto, V. (2004). L'intelligenza umana. In Zorzi, M. & Girotto, V. (Eds.). Fondamenti di psicologia generale. Bologna: Il Mulino.
- Girotto, V. & Gonzalez, M. (2005). Probabilistic reasoning and combinatorial analysis. In V. Girotto, & P. N. Johnson-Laird (Eds.). The shape of reason. (pp. 161–175). Hove, Psychology Press.
- Girotto, V. & Gonzalez, M. (2006). Norms and intuitions about chance. In L. Smith, & J. Voneche. (Eds.). Norms and development, (pp. 220–236). Cambridge, Cambridge University Press.
- Girotto, V. (2006). Giudizio e ragionamento clinico. In C. Cacciari & C. Papagno (a cura di) Psicologia generale e neuroscienze cognitive. Un manuale per le professioni medico-sanitarie. Bologna: Il Mulino.
- Girotto, V. (2007a). Ragionamento. In A. Barale, M. Bertani, V. Gallese, S, Mistura & A. Zamperini (Eds.). Psiche. Torino: Einaudi.
- Girotto, V. (2007b). Pensiero. In A. Barale, M. Bertani, V. Gallese, S, Mistura & A. Zamperini (Eds.). Psiche. Torino: Einaudi.
- Girotto, V. & Gonzalez, M. (2007). Extensional reasoning about chances. In W. Schaeken, A. Vandierendonck, W. Schroyens, & G. d'Ydewalle. (Eds.), The mental models theory of reasoning: Refinements and Extensions (pp. 151–166). Mahwah, N.J., Erlbaum.
- Byrne, R.M. & Girotto, V. (2008). Cognitive processes in counterfactual thinking. In K.D. Markman, W.M.P. Klein, & J.A. Surh (Eds.) The handbook of imagination and mental simulation (pp. 151–160). New York: Psychology Press.
- Girotto, V. & Gonzalez, M. (2008). Stimare probabilità e valutare frequenze. In N. Bonini, F. del Missier, & R. Rumiati. (Eds.), Psicologia del giudizio e della decisione. Bologna, Il Mulino.
- Girotto, V. & Johnson-Laird, P.N. (2010). Conditionals and probability. In M. Oaksford and N. Chater (Eds.) Cognition and conditionals. Probability and Logic in Human Thinking (pp. 103–116). Oxford: Oxford University Press.
- Girotto, V.  & Gonzalez, M. (2011). Probability evaluations, expectations and choices. In Ken Manktelow et al. (Eds.) The science of reason (pp. 37–51). Hove: Psychology Press.
- Girotto, V. (2011). Role effects in counterfactual thinking. In M. Cadinu, S. Galdi & A. Maass (Eds.) Social Perception, Cognition and Language. (pp. 187–201) Padova: Cleup
- Girotto, V. (2012). Ragionare sulle relazioni tra eventi. In R. Rumiati (Ed.) Pensiero, Azione, Emozione: Scritti in onore di Paolo Legrenzi. (pp. 89–100) Bologna: Il Mulino.
- Girotto, V. (2013a). Il ragionamento deduttivo. In V. Girotto (Ed.) Introduzione alla psicologia del pensiero. Bologna: Il Mulino.
- Girotto, V. (2013b). Il ragionamento probabilistico. In V. Girotto (Ed.) Introduzione alla psicologia del pensiero. Bologna: Il Mulino.
- Girotto, V. (2013c). La simulazione mentale. In V. Girotto (Ed.) Introduzione alla psicologia del pensiero. Bologna: Il Mulino.
- Gangemi, A., Mancini, F., & Girotto, V. (2013). Pensieri, emozioni e psicopatologia. In V. Girotto (Ed.) Introduzione alla psicologia del pensiero. Bologna: Il Mulino.
- Girotto, V. (2014). Probabilistic reasoning: rational expectations in young children and infants. In W. De Neys & M. Osman (Eds.) New approaches in reasoning research. (pp. 187–201) Hove: Psychology Press.
- Girotto, V. (2015). Divinità, regole morali e prosperità economica. Introduzione a M. Shermer, Homo credens. Roma: Nessun Dogma. ISBN 978-88-98602-07-0